# إنجيبورغ أرلت
إنجيبورغ أرلت (بالألمانية: Ingeborg Arlt) (مواليد 13 مايو 1949) هي أديبة وشاعرة ألمانية. وقد نالت عن روايتها «الحياة القصيرة» جائزة أنا زيجرس عام 1986.
نشأت أرليت في بريتزولك بين عام 1950 وعام 1965. تشكلت طفولة آرلت وحياة أسرتها اللاحقة بعد هروب والدها من جمهورية ألمانيا الديمقراطية في عام 1953 والإعاقة المبكرة للأم التي قامت بالاعتناء بها حتى عام 1986.
شغلت وظيفة مساعدة في مكتبة منذ عام 1965، وذلك بعدما أنهت دراستها. 
في عام 1967، تأهلت في دورة مكثفة مدتها عام واحد لتصبح فنية مكتبة، حيث أضافت إليها دورة التعلم عن بعد في المدرسة الفنية لأمناء المكتبات في لايبزيغ من 1968 إلى 1972 وأكملتها كأمينة مكتبة. 
من عام 1970 إلى عام 1978 كانت رئيسة فرع لمكتبة مدينة براندنبورغ في هافل ثم واصلت العمل كأمينة مكتبة.
بدأت آرلت كتابة القصائد منذ عام 1975. ومن عام 1995 بدأت أيضًا كتابة القصص والمقالات في العديد من المجلات والمختارات الأدبية.
في عام 1986 حصلت على جائزة آنا سيغير عن قصتها The Little Life، وفي عام 2007 على جائزة C. S. Lewis عن روايتها The Whore and the Executioner. 
يقال إن نصوصها تتمتع بمستوى عالٍ من الحساسية اللغوية، وفي مراجعة من قبل Märkische Allgemeine ، تم اعتبار كتابها The Whore and the Executioner قبل كل شيء على أنه «عمل فني لغوي».
هي عضوة في مركز القلم بألمانيا منذ عام 2013. [تعيش آرلت في براندنبورغ آن دير هافيل منذ عام 1970.

## أعمالها
1. منتصف ليلة صيف (قصائد1996)
2. يوم الثلج (قصائد 1997)
3. الحياة القصيرة (رواية 1986)